# Catino

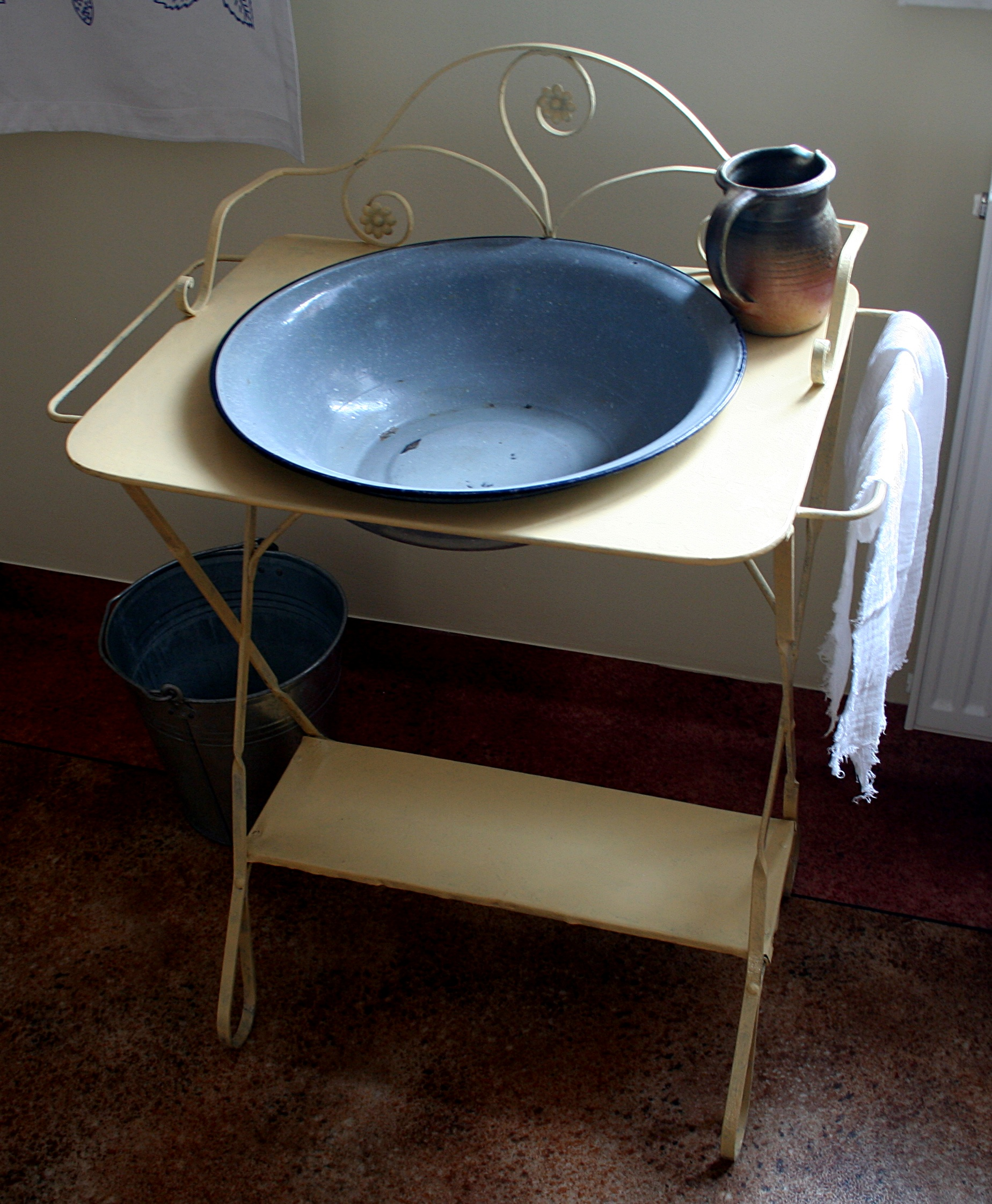
Un catino metallico per la pulizia personale

Il catino o bacino o bacile è un recipiente o vaso in forma rotonda e concava, basso con bordi rovesciati all'esterno. Costruito in terracotta, plastica o metallo, è destinato a contenere liquidi, comunemente usato per lavarsi.

## Etimologia
Catino deriva dal latino catīnus che significa ‘piatto largo’, di etimo sconosciuto, forse relitto mediterraneo affine a cadus.

## Storia

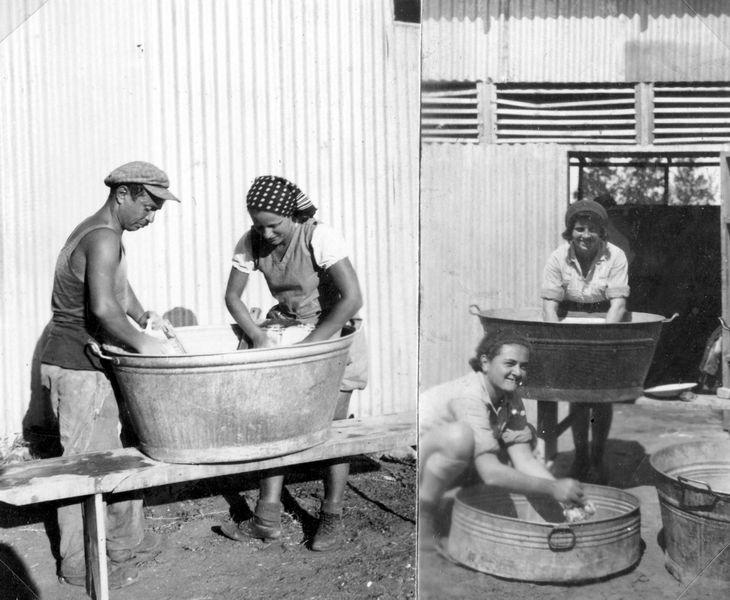
Lavaggio della biancheria in un catino all'interno di un kibbuz (anni trenta)

Bacinella (anni 1950)

Le dimensioni, la materia e la forma erano in funzione all'utilizzo specifico. Fabbricati da una lamina di bronzo lavorata a maglio, con decorazioni incise su ampi bordi di forma schiacciata, erano comuni nella produzione bronzistica etrusca. Avevano molteplici usi come vassoi, piatti di portata, ma anche come coperchi d'urne cinerarie.
Ampiamente diffusi dalla Puglia alla Gallia, erano considerati simboli di prestigio, ottenuti come dono o attraverso scambi commerciali.
Nell'antichità veniva dato questo nome a contenitori metallici che venivano arroventati ed utilizzati per abbacinare.
Nel Medioevo assunsero grandi dimensioni quelli utilizzati a tavola, in quanto dovevano servire tutti i commensali. Nell'età rinascimentale ottennero grande diffusione quelli di ottone, mentre nei secoli precedenti erano in maggior numero quelli di rame e di bronzo, e in minor numero di oro e argento. Tra le espressioni artistiche più significative vi è stata la produzione spagnola di derivazione moresca, relativa soprattutto ai catini di maiolica con riflessi metallici, sbocciata nei secoli XV e XVI. Uno dei centri di produzione più importanti è stato quello di Dinant, in Francia.
Nel XVII e nel XVIII secolo sono stati prevalentemente gli inglesi a realizzare eleganti parures di bacile e brocca.